# Little Egypt

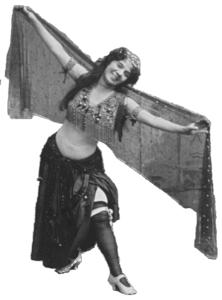
Ashea Wabe como Little Egipt, en una serie de fotografías de Benjamin Falk en los años 1890.

Little Egypt fue el nombre artístico de al menos tres populares bailarinas orientales. Tuvieron tantas imitadoras que el nombre se convirtió en sinónimo de "bailarina del vientre" en Estados Unidos a inicios del siglo XX.
Fahreda Mazar Spyropoulos (c. 1871 – 5 de abril de 1937), también actuando bajo el nombre de Fatima, tuvo su inicio en el afamado saloon Bird Cage Theatre en Tombstone, Arizona. En 1893 apareció en la exposición "Calle en El Cairo" en Midway durante la Exposición Mundial Colombina de Chicago. La leyenda contaba que Mark Twain tuvo un amago de ataque al corazón fatal al mirarla danzar, pero esto solo fue un falso rumor.
Ashea Wabe (nacida Catherine Devine; 1871 – 3 de enero de 1908) bailó en el banquete Seeley en Nueva York en 1896, disfrutando un fugaz succès de scandale.
Fatima Djemile (fallecida el 14 de marzo de 1921) también apareció en la Exposición Mundial Colombina de Chicago de 1893.
Lorena Shalhoub (nacida el 20 de diciembre de 1931 en Brooklyn) utilizó el nombre Little Egypt en su carrera como actriz.

## Fahreda Mazar Spyropoulos
Farida Mazar Spyropoulos, una bailarina del vientre que utilizó el nombre artístico de Fatima, conseguía su inicio en el Bird Cage Theatre en Tombstone, Arizona abierto en 1881. En el reabierto saloon cuelga hoy en su vestíbulo un retrato pintado más grande que el natural titulado "Fatima". Muestra seis agujeros de bala remendados; uno puede ser visto por encima del ombligo y una cuchillada en el lienzo bajo la rodilla. 
En 1893 Spyropoulos fue a Chicago para aparecer en la Exposición Mundial Colombina. En el Teatro egipcio de la feria las primeras bailarinas autóctonas de Raq actuaron por primera vez en los Estados Unidos. Sol Bloom presentaba allí un espectáculo titulado "Las Bailarinas argelinas de Marruecos" en la atracción llamada "Una Calle en El Cairo" producida por Gaston Akoun, la cual incluía a Spyropoulos, aunque no era egipcia ni argelina, sino siria. Spyropoulos, esposa de un restaurador y hombre de negocios de Chicago oriundo de Grecia, fue anunciada como Fatima, pero debido a su estatura, se la apodó "Little Egypt".
Spyropoulos obtuvo amplia atención, y popularizó esta forma de bailar, la cual fue referida como "Hoochee-Coochee", o el "shimmy and shake". En aquel tiempo la palabra "bellydance" todavía no se había introducido en el vocabulario estadounidense, siendo Spyropoulos la primera mujer en los EE. UU. en exhibir la  "danse du ventre" (literalmente "baile del vientre") primero vista por los franceses durante las incursiones de Napoleón en Egipto a finales del siglo XVIII. 
Poco después Spyropoulos fue de gira por Europa, actuando bajo el nombre de "Little Egypt".
Posteriormente, varias bailarinas adoptaron el nombre de Little Egypt y visitaron los Estados Unidos actuando en alguna variación de este baile, hasta que el nombre terminó un poco allí como sinónimo de "bailarinas exóticas", a menudo asociadas con el Baile de los Siete Velos. Spyropoulos entonces reclamó ser la Little Eypt original de la Feria de Chicago. Reconocida como la verdadera, siempre le desagradó ser confundida con Ashea Wabe, después de que la actuación de Wabe en el banquete Seeley en 1896 acabara en su arresto y una ciudad de Nueva York escandalizada.
Spyropoulos bailó como Little Egypt en la Feria del Siglo del Progreso en Chicago en 1933, a la edad de 62 años.
En el momento de su muerte, había presentado una demanda contra Metro-Goldwyn-Mayer por el uso de su nombre en la película El gran Ziegfeld, reclamando que los productores de la película no le pidieron su consentimiento.

## Ashea Wabe
Ashea Wabe saltó a las páginas de los periódicos en 1896 después de que ella bailara en una despedida de soltero en la Quinta Avenida para Herbert Seeley. Un promotor rival informó que Wabe iba a bailar desnuda y el evento fue allanado por el equipo antivicio de la policía. Aunque la redada impidió que Wabe completara su acto, ella admitió a las autoridades locales que había sido pagada para bailar y posar "en conjunto", un eufemismo para no llevar ninguna ropa encima. Theodore Roosevelt, entonces comisionado de la Policía de la Ciudad de Nueva York, apoyó al capitán de policía que dirigió la redada y que posteriormente fue vilipendiado por la prensa de la ciudad por interferir en una fiesta organizada por caballeros destacados. Sólo más tarde se supo que Wabe (también conocida como Little India) tenía toda la intención de actuar desnuda y lo habría hecho de no ocurrir la irrupción policial.
La redada trajo cierta fama a Wabe. Fue contratada por el empresario de Broadway Oscar Hammerstein I para aparecer en una parodia humorística de la cena Seeley. Ella habría sido por completo olvidada si no fuera por una serie de fotografías tomadas por Benjamin Falk.
El 5 de enero de 1908, fue encontrada muerta en su apartamento en 236 West 37.ª Street, Nueva York, por su hermana, aparentemente fallecida por un escape de gas. Se dijo que había dejado un patrimonio de más de 200,000 dólares.

## Fatima Djamile
Fatima fue filmada en dos películas tempranas de Edison, Coochee Coochee Dance (1896) y Fatima (1897).

## Legado

### En el cine
- La estadounidense Mutoscope and Biograph Company lanzó tres rollos cortos en 1897 con una bailarina anunciada como Little Egypt.
- En la película de 1940 protagonizada por Mae West My Little Chickadee hay una referencia humorística a Little Egypt en un diálogo entre el personaje de West, "Flower Belle", sustituyendo como profesora, y un alumno mayor llamado "Pop".
- Little Egypt es una película de 1951 altamente ficcionalizada sobre la bailarina de la Exposición Universal, producida por Universal Internacional, y protagonizada por Rhonda Fleming.

### En la música
- Rock and Roll tunesmiths, Jerry Leiber y Mike Stoller, escribieron una canción titulada "Little Egypt (Ying-Yang)" en 1961 para The Coasters. En la canción, Little Egypt es descrita como una bailarina/stripper de burlesque, llevando "nada" excepto un "botón de ombligo y un lazo". La canción ha sido versionada por otros artistas, incluido Elvis Presley.
- Ray Wylie Hubbard menciona a Tempest Storm y Little Egypt en la canción que da título a su álbum Snake Farm donde habla de la novia del cantante, Ramona, que trabajaba en un reptilario.

Bueno, una mujer que amo se llama Ramona.
Ella se parece a Tempest Storm
y baila como Little Egypt.
Trabaja en una granja de culebras.
- Hank Williams Jr. menciona a Little Egypt  en su canción "Naked Women and Beer".

### En la literatura
Loving Little Egypt es el título  de una novela de Thomas McMahon, escrita en los últimos años del siglo XIX.